# Zijkanaal B
Le Zijkanaal B est un canal néerlandais de la Hollande-Septentrionale. C'est une des dix branches qui partent du canal de la Mer du Nord et qui permet de rejoindre la Spaarne et l'IJ à Spaarndam. Le Zijkanaal B est situé à l'ouest du Zijkanaal C et à l'est de Velserbroek.
Dans les années 1960, le canal a été coupé en deux par la construction de l'autoroute A9. Le branchement avec le canal de la Mer du Nord a également été barré ; il n'y a plus de possibilité d'emprunter le Zijkanaal B depuis ce canal. 